# Allerona
Allerona este un oraș din provincia Terni, regiunea Umbria, centrul Italiei.

## Demografie
Allerona - evoluția demografică

|  | Graficele sunt indisponibile din cauza unor probleme tehnice. Mai multe informații se găsesc la Phabricator și la wiki-ul MediaWiki. |

Date: Recensăminte sau birourile de statistică - grafică realizată de Wikipedia